# Вільшаниця (гміна)
Гміна Вільшаниця (пол. Gmina Olszanica) — сільська гміна у східній Польщі. Належить до Ліського повіту Підкарпатського воєводства.

## Історія
Належить до прадавніх українських етнічних територій з часів Київської Русі. Утворена з 1 серпня 1934 року в складі Ліського повіту Львівського воєводства з дотогочасних сільських громад: Бережниця Нижня, Мичківці, Вільшаниця, Орелець, Угерці Мінеральні, Стефкове, Руденка, Здвижень.
У середині вересня 1939 року німці окупували територію гміни, однак уже 26 вересня 1939 року мусіли відступити, оскільки за пактом Ріббентропа-Молотова вона належала до радянської зони впливу. За кілька місяців територія ввійшла до Ліськівського району Дрогобицької області. Наприкінці червня 1941, з початком Радянсько-німецької війни, територія знову була окупована німцями. В липні 1944 року радянські війська знову оволоділи цією територією. В березні 1945 року територія віддана Польщі. Основна маса місцевого українського населення була насильно переселена в СРСР в 1944-1946 р., решта під час операції «Вісла» в 1947 р. депортована на понімецькі землі.

## Площа
Згідно з даними за 2007 рік площа гміни становила 94.02 км², у тому числі:
- орні землі: 33,00%
- ліси: 61,00%

Таким чином, площа гміни становить 11,26% площі повіту.

## Населення
Станом на 31 грудня 2011 у гміні проживало 5025 осіб:
| Опис     | Загалом | Загалом | Чоловіки | Чоловіки | Жінки | Жінки |
| -------- | ------- | ------- | -------- | -------- | ----- | ----- |
| одиниця  | осіб    | %       | осіб     | %        | осіб  | %     |
| все      | 5025    | 100     | 2518     | 50.11    | 2507  | 49.89 |
| міське   | 0       | 100     | 0        |          | 0     |       |
| сільське | 5025    | 100     | 2518     | 50.11    | 2507  | 49.89 |

## Солтиства
- Вільшаниця
- Пашова
- Орелець
- Ваньківа
- Угерці Мінеральні
- Стефкове
- Руденка
- Здвижень

## Релігія
До виселення українців у 1945 році в СРСР та депортації в 1947 році в рамках акції Вісла села гміни належали до парафій Перемиської єпархії:
Ліського деканату
- парафія Бібрка: Здвижень
- парафія Ваньківа
- парафія Пашова
- парафія Угерці Мінеральні: Угерці Мінеральні, Руденка, Орелець

Устрицького деканату
- парафія Стефкове: Стефкове, Вільшаниця

## Сусідні гміни
Гміна Вільшаниця межує з такими гмінами: Бірча, Лісько, Солина, Тирява-Волоська, Устрики-Долішні.